# Kaiyi
Cowin Auto (официальное наименование Yibin Kaiyi (Cowin) Automobile Co., Ltd., кит. 凯 翼, Kǎiyì) — подразделение китайской компании Chery, основанное в 2014 году.

## История
Компания Kaiyi была основана в январе 2014 года. Первыми автомобилями компании, выпущенными в ноябре 2014 года, стали седан C3 и хетчбэк C3R. В последующие годы компания стала специализироваться на производстве кроссоверов и внедорожников. Первым SUV компании стал X3 в 2016 году, затем в 2017 году в моторную гамму вошёл X5. В 2020 году был выпущен компактный автомобиль Kaiyi E5. В целях увеличения популярности началось производство модели Showjet. С 2018 года автомобили продаются в Ибини, а 7 января 2019 года там же был открыт завод Kaiyi.

### В России
В конце 2022 года автомобили Kaiyi начали собираться в Калининграде, на заводе Автотор. Рекламной кампанией автомобилей в стране занимается СММ-агентство DOT.
В 2023 году модельный ряд бренда состоял из седана E5, а также кроссоверов X3 и X3 Pro. В январе 2024 года Kaiyi запустила продажи автомобилей на маркетплейсе Ozon.

## Модельный ряд

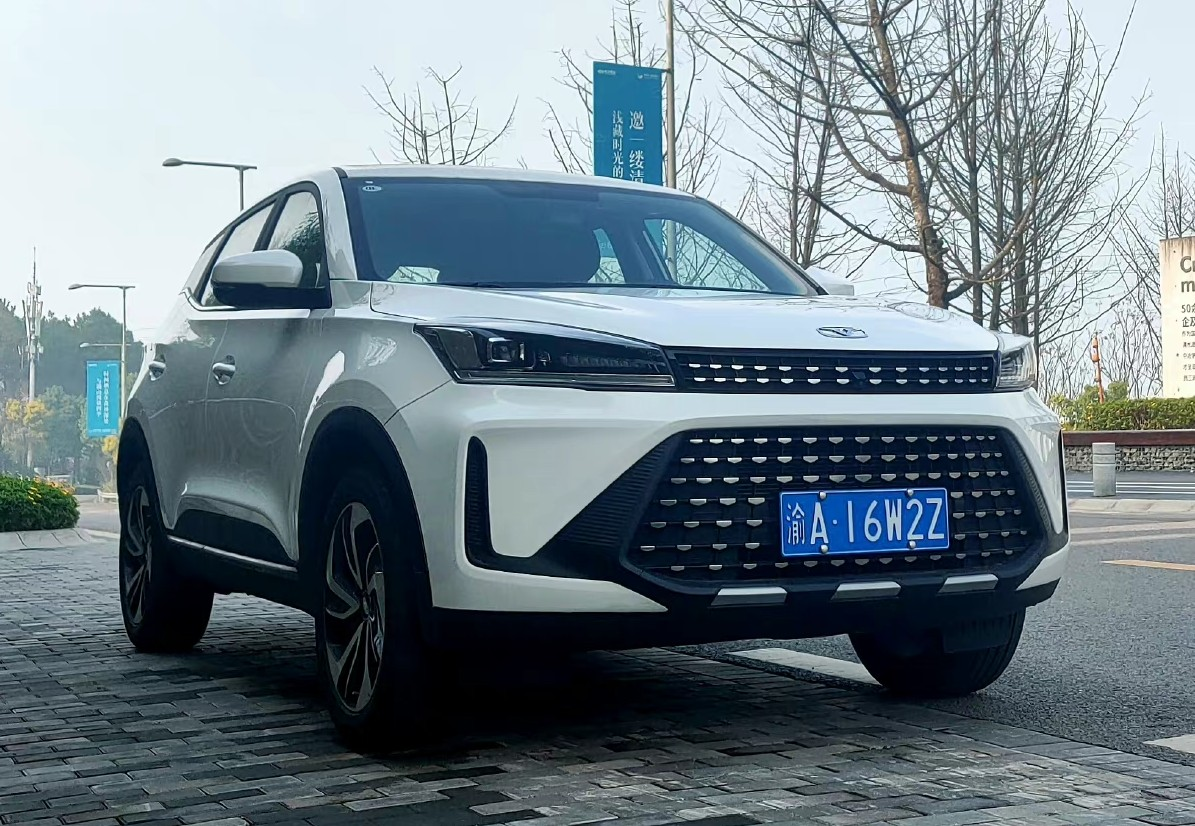
Kaiyi Showjet Pro

- Cowin C3
- Cowin E3
- Cowin E5
- Cowin X3
- Cowin X5
- Kaiyi V3
- Kaiyi V7
- Kaiyi Showjet
- Kaiyi E5
- Kaiyi X7 Kunlun
- Kaiyi i-EA01